# Aleyna Tilki
Aleyna Tilki (n. 28 martie 2000, Konya) este o cântăreață și compozitoare de origine turcă. A devenit cunoscută internațional odată cu lansarea piesei „Cevapsız Çınlama”, produsă de Emrah Karaduman, un prieten apropiat al artistei. Videoclipul piesei, cel mai vizionat videoclip muzical al unui artist turc, are peste 431 de milioane de accesări pe YouTube. Este o semifinalistă a celui de-al șaselea sezon al Yetenek Sizsiniz Türkiye, versiunea turcă a seriei Got Talent. Aleyna Tilki a lansat primul ei single solo, „Sen Olsan Bari”, în iulie 2017, ajungând pe primul loc în topurile muzicale din Turcia. Videoclipul piesei are peste 365 de milioane de vizualizări pe YouTube, fiind al doilea cel mai vizionat clip al artistei și al treilea cel mai vizionat clip al unui artist turc. De asemenea, este unul dintre videoclipurile care a strâns cel mai repede 100 de milioane de vizualizări pe platformă, respectiv în 21 de zile.

## Biografie
Aleyna Tilki s-a născut pe 28 martie 2000 în Konya, un oraș din sud-vestul Turciei. Mama ei, Havva Öztel, este originară din Of, iar tatăl, Mehmet Tilki, din Konya. Părinții Aleynei au divorțat în ianuarie 2017.

## Carieră

### 2014–2015:Yetenek Sizsiniz Türkiye
Prima apariție publică a artistei a fost în sezonul 6 al Yetenek Sizsiniz Türkiye (2014–2015), unde a fost remarcată de mai mulți producători muzicali. Imediat după concurs, aceasta a semnat un contract cu Doğan Music Company, una dintre cele mai mari case de discuri din Turcia.

### 2016: Primul single
Pe 19 august 2016, Aleyna Tilki și-a lansat primul single, „Cevapsız Çınlama”, o colaborare cu DJ-ul Emrah Karaduman, prieten apropiat al acesteia. În MusicTopTR Resmî Listesi, piesa a urcat pe locul 2 în cea de-a 44-a săptămână de difuzare. Cu peste 431 de milioane de vizionări pe YouTube, videoclipul piesei este cel mai vizionat clip al unui artist turc pe platformă.

### 2017–prezent: „Sen Olsan Bari” și alte lansări
Pe 27 iulie 2017 a fost lansat al doilea single al artistei, „Sen Olsan Bari”, împreună cu un videoclip. Din nou, piesa s-a bucurat de succes în Turcia, unde a dominat topurile muzicale. Videoclipul acesteia a devenit viral, acumulând până în prezent peste 389 de milioane de vizionări pe YouTube. În luna noiembrie a aceluiași an, cântăreața s-a stabilit la Los Angeles pentru a urma o școală și a-și îmbunătăți engleza. S-a întors în Turcia în martie 2018. În cadrul celei de-a 44-a ediții a Premiilor Fluturele de Aur, cântăreața a câștigat premiul pentru cel mai bun artist debutant.
Pe 5 iunie 2018 a fost lansat „Yalnız Çiçek”, al treilea single al artistei și o nouă colaborare cu DJ-ul Emrah Karaduman. Videoclipul piesei a fost vizionat de un număr record de 300.000 de internauți în prima oră de la lansare. „Yalnız Çiçek” este un cover după piesa omonimă a cântăreței Yıldız Tilbe și face parte din primul volum al albumului ei tribut Yıldızlı Șarkıları. „Yalnız Çiçek” a devenit a doua ei piesă de number one în ordine cronologică. Alături de Emrah Karaduman a lansat pe 3 septembrie 2018 „Dipsiz Kuyum”, piesă de pe albumul BombarDuman al DJ-ului. Este prima piesă a artistei cu accente arabesque, un stil muzical arăbesc originar din Turcia. Piesa a fost acuzată de plagiat, acuzații dezmințite de Emrah. Videoclipul piesei a fost regizat însăși de Aleyna. Pe același album a fost inclus și single-ul „Sevmek Yok”.

## Discografie

### Single-uri
| Titlu                                      | An   | Poziții           | Certificări | Album |
| Titlu                                      | An   | TUR               | Certificări | Album |
| ------------------------------------------ | ---- | ----------------- | ----------- | ----- |
| „Cevapsız Çınlama” (feat. Emrah Karaduman) | 2016 | 2 septembrie 2021 |             | N/A   |
| „Sen Olsan Bari”                           | 2017 | 1 octombrie 2021  |             | N/A   |
| „Yalnız Çiçek” (feat. Emrah Karaduman)     | 2018 | 1 decembrie 2021  |             | N/A   |
| „Dipsiz Kuyum” (feat. Emrah Karaduman)     | 2018 | —                 |             | N/A   |
| „Sevmek Yok” (feat. Emrah Karaduman)       | 2018 | —                 |             | N/A   |
| „Nasılsın Așkta?”                          | 2019 | —                 |             | N/A   |

## Premii și nominalizări
| An   | Premiu                    | Categorie                       | Lucrare                                          | Rezultat     |
| ---- | ------------------------- | ------------------------------- | ------------------------------------------------ | ------------ |
| 2016 | Premiile Radyo Aydın      | Duetul anului                   | „Cevapsız Çınlama” (împreună cu Emrah Karaduman) | Câștigat     |
| 2017 | Premiile Fluturele de Aur | Cel mai bun artist debutant     |                                                  | Câștigat     |
| 2017 | Premiile Fluturele de Aur | Cel mai bun videoclip           | „Sen Olsan Bari”                                 | Nominalizare |
| 2017 | Premiile Fluturele de Aur | Cântecul anului                 | „Sen Olsan Bari”                                 | Nominalizare |
| 2018 | Premiile fizy             | Cel mai bun artist din diaspora |                                                  | Câștigat     |
| 2018 | Premiile fizy             | Cel mai bun videoclip           | „Yalniz Çiçek”                                   | Câștigat     |